# 트웰브 (드라마)
《트웰브》는 2025년 8월 23일부터 방송 예정인 KBS 2TV 토일 미니시리즈다.

## 기획의도
인간을 수호하기 위해 인간의 모습으로 살아가고 있는 12천사들이 악의 무리에 맞서는 전투를 그린 액션 히어로물

## 제작진

### 제작사
- 콘텐츠지
- 빅펀치픽쳐스
- 스튜디오 엑스플러스유
- 노바필름
- 더콘텐츠온
- 몬스터유니온

### 극본
- 김봉한 : 영화 《미아》(각본&감독), 영화 《히어로》(각본&감독), 영화 《보통사람》(원작자&각색&감독), 영화 《들리나요?》(공동연출), 영화 《국제수사》(공동각본&감독), 영화 《더 와일드: 야수들의 전쟁》(감독) 연출 및 집필

- 마동석 :

### 연출
- 강대규 : 영화 《봉자바라》(주연 - 경찰 역), 영화 《그 놈은 멋있었다》(조연출 & 단역 - 응급 요원 역), 영화 《형사 Duelist》(연출부), 영화 《첫사랑》(조연출), 영화 《해운대》(조감독&단역 - 방재청 연구원 역), 영화 《하모니》(감독&각색), 영화 《카페 느와르》(조감독), 영화 《히말라야》(각색), 영화 《공조》(각색), 영화 《담보》(감독&각색) 연출

- 한윤선

## 등장 인물
- 마동석: 태산 역 - 호랑이

"나는 더 이상 아무도 잃고 싶지 않다"
절대적인 힘을 가지고 세상을 지키는 호랑이의 천사로, 12천사를 이끄는 리더. 과거 전투에서 희생된 동료 소, 토끼, 양, 닭의 천사들을 마음속 깊이 묻어두고, 정체를 감춘 채 인간 세상에서 살고 있다. 인간들에게 배신당한 상처로 다시는 인간을 돕지 않겠다고 다짐했지만 악의 세력이 다시 고개를 들자 갈등한다.
- 박형식: 오귀 역 - 까마귀

"지겨워 죽는 줄 알았네, 네가 날 수천 년 동안 찾아 헤맸다고?"
까마귀를 상징하는 오귀는 12천사가 되지 못하고 악의 세력과 손을 잡았다. 마록에 의해 지옥문 너머로 봉인되지만 악의 힘을 탐하는 사민에 의해 수천 년 만에 깨어나 인간 세상에 다시 나타난다. 과거의 힘을 되찾으려던 중 잊혔던 기억까지 되찾으며 무자비한 힘으로 천사들과 대적한다.
- 서인국: 원승 역 - 원숭이

"나 혼자 해결할라니까 너네들은 가만히 있어"
날렵함을 자랑하는 원숭이의 천사, 태산의 뒤를 이어 대장이 되고 싶은 꿈을 갖고 있다. 단순해 보이지만 의리와 책임감만큼은 확실하다.
- 성동일: 마록 역 - 12천사들의 관리자

"인간이 없는 세상은 미래가 없는 지옥이 될 거다"
신에게 선택받은 특별한 능력의 인간이자 12천사들의 관리자, 12천사를 모으고 지키라는 명령을 받아 인간이지만 고대부터 12천사와 함께하고 있다. 형사 일을 하면서 천사들 사이에 생기는 온갖 문제까지 해결한다. 지팡이로 결계를 만들어 악을 봉인할 수 있다.
- 이주빈: 미르 역 - 용

"넌 내가 지킬 거야, 내가 너 살릴 거야."
'용의 영혼'을 지닌 용의 천사. 예지몽을 꾼 미르는 천사들을 보호하기 위해 모두의 곁을 떠나 거리를 둔 채 살아간다. 어느 날 오귀가 부활하고 용의 영혼을 노리는 사민과 추종자들의 타겟이 된다.

### 12천사
- 고규필: 도니 역 - 돼지

"제가 마음을 읽을 수 있는 능력이 있거든요"
방울이 운영하는 한의원의 간호사로 일하지만 실제로는 돼지의 힘을 지닌 천사, 의외의 몸놀림과 막강한 파워를 자랑하며 동물들의 마음을 읽을 수 있다.
- 강미나: 강지 역 - 개

"대장이 우릴 지켜줘요, 우리가 인간들 지킬게요. 그게 우리가 존재하는 이유잖아요."
용맹함과 끈질김, 탁월한 싸움 실력까지 지닌 개의 천사. 귀여운 외모만 보고 얕잡아 보면 큰코다친다. 누구보다 인간을 사랑하는 마음이 강해 인간들을 지키고자 하는 마음만은 절대 놓지 않으려는 따스한 심성의 소유자다. 
- 성유빈: 쥐돌 역 - 쥐

"악귀들도 전부 사라졌던 거 아니었어요?"
명석한 두뇌를 타고난 쥐의 천사, 테크니션으로서 각종 장비를 개발하거나 무기를 만들기도 하며 12천사의 활동에 없어서는 안 될 브레인 역할을 한다.
- 안지혜: 말숙 역 - 말

"우리가 살아온 시간이 말로 설명이 되니?"
화려한 액션 실력을 갖춘 말의 천사, 달리는 말과 같은 힘과 스피드는 물론 쓰러져도 다시 일어나는 끈기까지 지니고 있다.
- 레지나 레이: 방울 역 - 뱀

치유의 능력을 지닌 뱀의 천사, 특기를 살려 한의원을 운영하고 있다. 동료들이 악귀들의 공격을 당했을 때 정성으로 치료해 주며 힘을 키울 수 있는 약을 제조하기도 한다. 자신의 마음을 읽어주는 도니와 가깝게 지낸다.

### 악의 세력
- 김찬형 : 제사장 '사민' 역 - "오귀 너의 힘이 필요해"

악의 힘을 추종하는 제사장, 과거 악의 힘에 선 해태가 죽으면서 남긴 영혼석과 '용의 영혼'을 손에 넣어 인간 세상을 멸망시키려 한다. 이를 위해 오귀를 부활시킨다.

## 참고 사항
- 마동석과 서인국은 2016년에 방송된 tvN 토요드라마 《38사기동대》 이후로 9년 만에 재회하는 작품이다.
- 마동석과 성동일은 2013년에 개봉한 영화 《미스터 고》 이후로 12년 만에 재회하는 작품이다.
- 마동석, 이주빈은 2024년에 개봉한 영화 《범죄도시4》 이후로 1년 만에 재회하는 작품이다.
- 마동석, 고규필은 2023년에 개봉한 영화 《범죄도시3》 이후로 2년 만에 재회하는 작품이다.
- 마동석, 안지혜는 2024년에 개봉한 넷플릭스 영화 《황야》 이후로 1년 만에 재회하는 작품이다.
- 서인국, 성동일은 2022년에 개봉한 영화 《늑대사냥》 이후로 3년 만에 재회하는 작품이다.
- 강대규 감독과 성동일은 영화 《담보》에 이어서 다시 한번 더 뭉치는 작품의 계기가 되었다.
- 12지신으로 하는 만화 《꾸러기 수비대》가 있다.